# 节奏组 (语言)
节奏组是应用法语讲话和朗诵的一种特点，因为法语和英语不同的是，在法语中，单词的重音不代表一种音位，重音的变化不会影响对语言的理解。英语一个单词中同样发音但重音在不同的音节时，表示不同的单词，法语每个单词的重音都在最后一个音节上，所以串成一句话时，节奏可能和各个单词单独发音时重音分配有所不同，由轻重音节分配形成一句话中的各个节奏组。而英语每个单词的重音都在固定的音节上绝对不能变动。